# Rairema (Lequitura)
Rairema (Rai-Rema) ist eine osttimoresische Aldeia im Suco Lequitura (Verwaltungsamt Aileu, Gemeinde Aileu). 2015 lebten in der Aldeia 312 Menschen.

## Geographie und Einrichtungen
Bis auf den Süden von Lequitura gehört das gesamte Gebiet des Sucos zur Aldeia Rairema. Südlich liegen die Aldeias Erluli, Lequitura und Riheun. Entlang der Ostgrenze fließt der Oharlefa, der in den Daisoli mündet, der von Westen her Rairema durchquert und dann weiter nach Osten fließt. Die Flüsse gehören zum System des Nördlichen Laclós und bilden die Grenze zur  Gemeinde Ainaro mit ihren Sucos Fatubessi und Maulau (Verwaltungsamt Maubisse). Nördlich von Rairema liegt der Suco Lausi und westlich der Suco Bandudato. Die Südwestgrenze zum Suco Lahae bildet die Überlandstraße von Aileu nach Maubisse, von der im Süden des Sucos Lequitura eine Straße zu den Weilern Erhil, Nimtael, Mauhae und dem Dorf Darahe im Süden von Rairema abzweigt. In Darahe gibt es eine Grundschule.

## Politik
2023 wurde Mauzinho de Almeida zum Chefe de Aldeia gewählt.